# Sericoptera insularis
Sericoptera insularis là một loài bướm đêm trong họ Geometridae.